# Чемпіонат УРСР з легкої атлетики в приміщенні 1990
Чемпіонат УРСР з легкої атлетики в приміщенні 1990 серед дорослих був проведений 20-21 січня в легкоатлетичному манежі київської ШВСМ.

## Призери

### Чоловіки
| Дисципліни                | Золото                                     | Золото   | Срібло                                     | Срібло   | Бронза                                  | Бронза   |
| ------------------------- | ------------------------------------------ | -------- | ------------------------------------------ | -------- | --------------------------------------- | -------- |
| 60 метрів                 | Віктор Бризгін Ворошиловградська обл.      | 6,68     | Олександр Надуда Харківська обл.           | 6,73     | Дмитро Ваняікін Київ                    | 6,82     |
| 200 метрів                | Микола Разгонов Донецька обл.              | 22,06    | Д. Омельченко Харківська обл.              | 22,42    | Микола Грицай Кримська обл.             | 22,81    |
| 400 метрів                | Микола Грицай Кримська обл.                | 49,60    | Михайло Бондаренко Донецька обл.           | 50,02    | О. Ураскін Київ                         | 50,53    |
| 500 метрів                | Ігор Панов Донецька обл.                   | 1.05,20  | Анатолій Коломоєць Закарпатська обл.       | 1.05,25  | Д. Антипов Донецька обл.                | 1.05,91  |
| 800 метрів                | Андрій Крамінський Херсонська обл.         | 1.51,69  | Юрій Букін Київ                            | 1.52,65  | С. Яковенко Запорізька обл.             | 1.53,89  |
| 1000 метрів               | О. Курбанов Київ                           | 2.28,97  | В. Остапенко Київ                          | 2.30,04  | І. Овчаренко Чернігівська обл.          | 2.30,19  |
| 1500 метрів               | Андрій Чорноколпаков Київ                  | 3.49,12  | Віктор Гордєєв Харківська обл.             | 3.49,93  | Володимир Рудюк Волинська обл.          | 3.51,04  |
| 3000 метрів               | Андрій Чорноколпаков Київ                  | 8.12,00  | І. Козел Київ                              | 8.15,10  | Валерій Чесак Дніпропетровська обл.     | 8.15,44  |
| 60 метрів з бар'єрами     | Андрій Каратєєв Київська обл.              | 7,76     | Олег Шиман Київська обл.                   | 7,76     | Віктор Батраченко Дніпропетровська обл. | 7,90     |
| 3000 метрів з перешкодами | І. Козел Київ                              | 8.41,44  | Вадим Двораковський Івано-Франківська обл. | 8.46,96  | Валерій Мільгевський Київська обл.      | 8.51,12  |
| Ходьба 10000 метрів       | Анатолій Козлов Сумська обл.               | 40.14,09 | Микола Калитка Волинська обл.              | 41.02,40 | Анатолій Горшков Київ                   | 41.28,80 |
| Стрибки у висоту          | Сергій Димченко Київ                       | 2,29     | Сергій Серебрянський Донецька обл.         | 2,22     | Ігор Акіньшин Харківська обл.           | 2,22     |
| Стрибки з жердиною        | Сергій Єсипчук Київ                        | 5,50     | Олексій Старущенко Донецька обл.           | 5,40     | Олександр Черняєв Київ                  | 5,30     |
| Стрибки у довжину         | Євген Семенюк Київ                         | 7,81     | Олександр Савенок Донецька обл.            | 7,71     | Андрій Романов Волинська обл.           | 7,65     |
| Потрійний стрибок         | Володимир Іноземцев Ворошиловградська обл. | 17,17    | Юрій Горбаченко Київ                       | 16,80    | Микола Мамчур Одеська обл.              | 16,61    |
| Штовхання ядра            | Микола Бородкін Хмельницька обл.           | 19,65    | Олександр Клименко Київ                    | 19,23    | Андрій Немчанінов Київ                  | 19,01    |

### Жінки
| Дисципліни            | Золото                                  | Золото      | Срібло                                     | Срібло   | Бронза                                | Бронза   |
| --------------------- | --------------------------------------- | ----------- | ------------------------------------------ | -------- | ------------------------------------- | -------- |
| 60 метрів             | Олена Насонкіна Харківська обл.         | 7,27        | Антоніна Слюсар Дніпропетровська обл.      | 7,31     | Ірина Слюсар Дніпропетровська обл.    | 7,33     |
| 200 метрів            | Олена Насонкіна Харківська обл.         | 23,54       | Ірина Слюсар Дніпропетровська обл.         | 23,95    | Антоніна Слюсар Дніпропетровська обл. | 25,38    |
| 400 метрів            | Людмила Кощей Київ                      | 54,85       | Надія Олізаренко Одеська обл.              | 55,26    | Аеліта Юрченко Одеська обл.           | 55,67    |
| 500 метрів            | Людмила Кощей Київ                      | 1.13,63     | Тетяна Мадибадзе Дніпропетровська обл.     | 1.14,74  | Тетяна Мовчан Київська обл.           | 1.15,24  |
| 800 метрів            | Інна Євсєєва Житомирська обл.           | 2.05,97     | Тетяна Вахмінцева Кримська обл.            | 2.07,39  | Олена Сторчова Київ                   | 2.09,56  |
| 1000 метрів           | Інна Євсєєва Житомирська обл.           | 2.44,36     | Тетяна Вахмінцева Кримська обл.            | 2.44,83  | Олена Сторчова Київ                   | 2.49,50  |
| 1500 метрів           | Надія Корнєва Харківська обл.           | 4.20,63     | Зоя Казновська Запорізька обл.             | 4.22,77  | Наталія Лагункова Чернігівська обл.   | 4.24,64  |
| 3000 метрів           | Наталія Лагункова Чернігівська обл.     | 9.20,07     | Зоя Казновська Запорізька обл.             | 9.20,92  | Надія Корнєва Харківська обл.         | 9.23,20  |
| 60 метрів з бар'єрами | Наталія Григор'єва Харківська обл.      | 7,91        | Людмила Христосенко Ворошиловградська обл. | 8,01     | Надія Бодрова Харківська обл.         | 8,10     |
| Ходьба на 3000 метрів | Олена Веремейчук Київська обл.          | 12.44,84    | Катерина Самойленко Київ                   | 12.52,77 | Тетяна Євдокименко Донецька обл.      | 13.27,70 |
| Стрибки у висоту      | Світлана Бородай Ворошиловградська обл. | 1,86        | Лариса Серебрянська Донецька обл.          | 1,86     | Ірина Присяжнюк Закарпатська обл.     | 1,83     |
| Стрибки у довжину     | Інеса Кравець Київ                      | 6,92        | Олена Хлопотнова Харківська обл.           | 6,89     | Олена Семираз Тернопільська обл.      | 6,51     |
| Потрійний стрибок     | Інеса Кравець Київ                      | 13,3298 NIB | Олена Семираз Тернопільська обл.           | 13,29    | Євгенія Попова Кримська обл.          | 12,82    |
| Штовхання ядра        | Людмила Андреасян Дніпропетровська обл. | 18,43       | Надія Лукинів Івано-Франківська обл.       | 16,77    | Н. Шарій Івано-Франківська обл.       | 16,55    |